# Bart’s Dog Gets an “F”
«Bart’s Dog Gets an “F”» (с англ. — «Пёс Барта получает двойку») — шестнадцатый эпизод второго сезона мультсериала «Симпсоны». Впервые вышла 17 марта 1991 года на телеканале «Fox».

## Сюжет
Лиза заболевает свинкой, из-за чего пропускает занятия в школе. Пока Мардж обучает её вышиванию на пяльцах, Гомер отправляется в универмаг, чтобы купить для неё несколько журналов. Там он видит, и, не удержавшись, приобретает очень дорогие и круто выглядящие кроссовки «Assassins» (Убийцы), такие же, как у Неда Фландерса. На следующий день, он покупает огромное печенье.
Мардж показывает Лизе семейную реликвию — фамильное одеяло Бувье, расшитое предыдущими поколениями, передающееся от матери к дочери, на котором каждая новая хозяйка одеяла должна вышить свой сюжет. Лиза долго вышивает свою часть, но Маленький помощник Санты рвёт одеяло на клочки, а чуть позже сгрызает новые кроссовки Гомера и съедает его огромное, недавно купленное печенье. Разъярённый Гомер хочет избавиться от пса, но детям удаётся уговорить родителей сперва отдать того в школу по дрессировке собак — Школу подчинения.
Обучение Маленького помощника Санты в Школе подчинения движется с трудом, из-за нежелания Барта использовать строгий ошейник. В ночь перед выпускным экзаменом Барт со своим псом играют во дворе, думая, что это их последние часы вместе. Эта духовная связь позволяет им разрушить коммуникационный барьер, и Маленький помощник Санты начинает понимать команды Барта, благодаря чему в итоге ему удаётся сдать экзамены в собачьей школе. В честь этого Лиза начинает создавать новое одеяло и на первом лоскутке изображает сцену уничтожения старого.